# Musée Airborne Hartenstein
Pour l’article homonyme, voir Musée Airborne.
Le musée Airborne Hartenstein (en néerlandais : Airborne Museum Hartenstein) est un musée d’histoire militaire consacré à la bataille d'Arnhem en septembre 1944. Fondé en 1949, il est situé à Oosterbeek, aux Pays-Bas.
D'abord installé dans le château de Doorwerth tout près du Rhin, il est, depuis le 11 mai 1978, situé dans l'ancien quartier général des troupes britanniques, une ancienne auberge, connue dès 1728 sous le nom Het Rode Hert (« Le Cerf rouge »).

## Historique
Pendant la Seconde Guerre mondiale le bâtiment fonctionnait comme quartier général des troupes britanniques en combat à Oosterbeek et aux alentours. Le musée montre une collection très diverse et détaillée d'armes originales, d'uniformes, d'équipements, d'interviews, de photos et de vidéos concernant la bataille d'Arnhem.
En complément de la collection montrée, le musée offre une Airborne Experience (« expérience Airborne »), où vous pouvez suivre les pas d’un soldat allié. Le musée Airborne Hartenstein ne montre pas seulement le côté allié des évènements, mais prête aussi une grande attention au côté allemand et aux civils. Il vise en plus à démontrer que la liberté n’est pas une chose évidente.

### Origines d'Hartenstein
Hartenstein, le bâtiment dans lequel le musée est établi depuis 1978, a une longue histoire. Déjà en 1728 une auberge connue sous le nom Het Rode Hert (« Le Cerf rouge ») y est mentionnée. Cette auberge était située à Oosterbeek sur la route nommée Utrechtseweg (« chemin d'Utrecht »), à un carrefour important. En 1779, J. van der Sluys, un avocat à la Cour de Geldre aisé acheta l'auberge et ses environs. L’auberge fut démolie ; à sa place une grande demeure avec dépendances fut construite. Une fois achevée, la propriété reçut un nouveau nom : « Hartenstein ».
Après la mort de J. van der Sluys Hartenstein la demeure a connu plusieurs propriétaires. En 1865 la villa telle que nous la connaissons aujourd’hui fut construite. À côté de la villa une remise a été bâtie, dans laquelle se trouve maintenant le restaurant Hartenstein@Laurie. En 1905 la villa a été élargie avec deux vérandas. En 1942 finalement la municipalité de Renkum reçut la villa en propriété et la transforma en hôtel. Pendant la Seconde Guerre mondiale la villa joua un rôle important pour les parachutistes anglais.

### L'opérationMarket Gardenet la bataille d’Arnhem

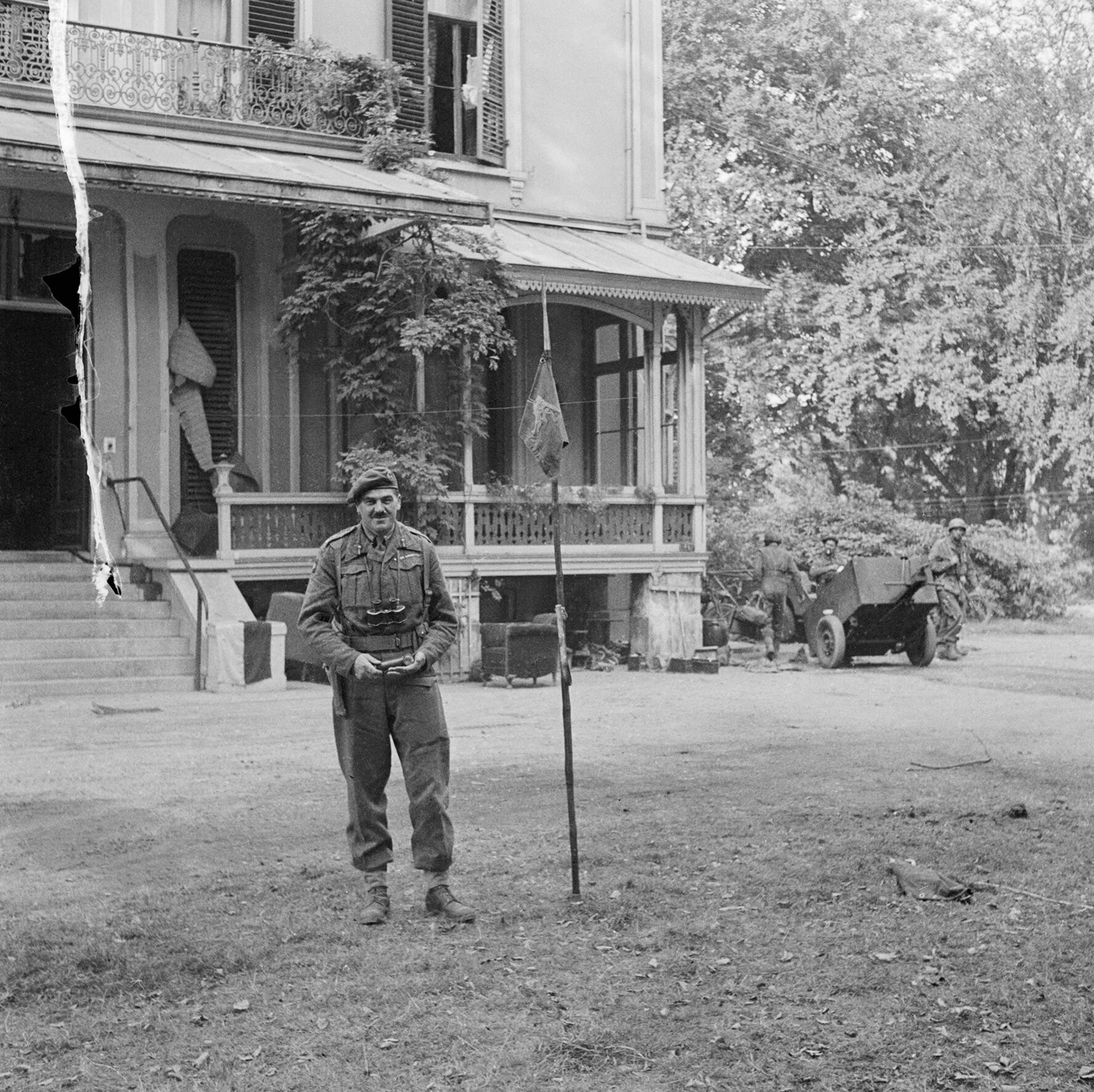
Urquhart posant devant le quartier général britannique durant l'opération Market Garden.

Après l’invasion de la Normandie en juin 1944 les troupes alliées s’avançaient rapidement vers l’Allemagne. La progression fut si grande que les troupes de ravitaillement n’étaient pas capables de suivre les troupes au front, causant l’avance de se dissiper. Un nouveau front était formé en Belgique et en France. Pour contourner la Ligne Siegfried, le feld-maréchal Bernard Montgomery projetait une opération dans laquelle les Forces alliées conquerraient plusieurs ponts aux Pays-Bas entre les villes d’Eindhoven et Arnhem. Si cette mission réussissait le chemin vers l’Allemagne serait libre. L’opération Market Garden commençait le 17 septembre et finissait le matin du 26 septembre. Finalement l’opération Market Garden sera un échec à cause d’un grand nombre d’erreurs et de contretemps
Aux environs d’Arnhem un effectif de plus de dix mille hommes de la 1re division aéroportée anglaise (British 1st Airborne Division) et le Régiment de pilotes de planeurs (Glider Pilot Regiment) atterrissait sur la rive droite (nord) du Bas-Rhin, pendant que la 1re Brigade indépendante des parachutistes polonais (Polish 1st Independent Parachute Brigade) atterrissait sur la rive gauche (sud) afin de conquérir le pont du Rhin à Arnhem. Plus de 700 parachutistes de la deuxième Bataillon sous la commande de John Frost arrivaient à se rendre auprès du Pont et d’en tenir la bretelle d’accès nord pendant quatre jours, mais la plupart des forces britanniques étaient engagées dans des combats acharnés avec des troupes supérieures des Allemands (le II SS Panzer Corps inclus) et furent encerclées à Oosterbeek. Le Général de division Roy Urquhart choisissait Hartenstein comme quartier général. Après avoir tenu le terrain au nord du Rhin pendant neuf jours la Division était forcée de se retirer ; à peine 2 000 des 10 000 hommes qui ont atterri, arrivaient auprès les Polonais à la rive gauche du Rhin. Les forces alliées avaient perdu la bataille d’Arnhem ; « Hartenstein » restait dans une condition fortement dégradée.

## Le musée

### Mission
Le musée Airborne Hartenstein est l’endroit par excellence où chaque aspect de la bataille d’Arnhem est présenté au grand public national comme international, tout en fonctionnant comme une balise historique de l’obligeance des soldats aussi que des civils de faire des sacrifices pour la liberté.
La bataille d’Arnhem a suscité beaucoup d’émotions, pas seulement chez les militaires, mais aussi chez les civils. Peu après la Seconde Guerre mondiale on a fait des projets d’y dédier un musée. En 1949, le musée a été ouvert au château de Doorwerth tout près du Rhin. En même temps Hartenstein reprenait sa fonction d’hôtel. Quelque temps après il devint clair que le Château de Doorwerth manquerait de place pour exposer toute la collection grandissante. Un endroit plus spacieux fut trouvé: l’Hôtel ‘Hartenstein’. L’ancien quartier général fut acheté. Le 11 mai 1978, le Général de division Roy Urquhart a officiellement ouvert le musée Airborne Hartenstein.

### Rénovation

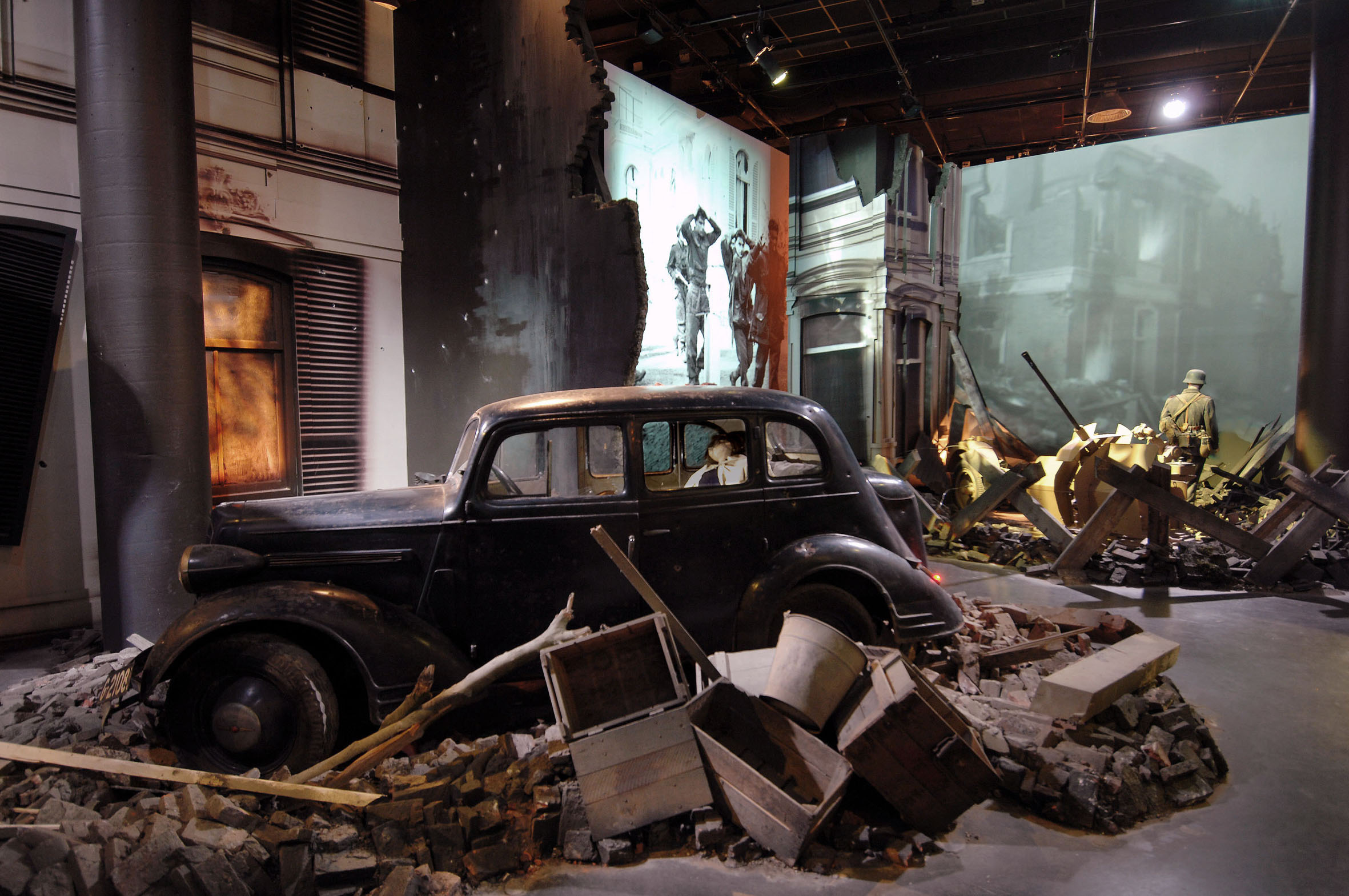
Scène du musée Airborne.

En 2008, le musée a fermé ses portes pendant plusieurs mois pour des travaux de rénovation et d'extension. Il fut rouvert en septembre 2009 à l'occasion de la commémoration du 65e anniversaire de la bataille d’Arnhem. Au sous-sol se trouve l'« Expérience Airborne » (Airborne Experience), qui montre une reconstitution – couronnée de prix – de plusieurs éléments de la bataille. Le visiteur y suit les pas d'un soldat allié pendant la bataille d'Arnhem.
Le musée Airborne Hartenstein s’engage dans de nombreux événements concernant la bataille d’Arnhem. C’est pourquoi le musée sert aussi comme endroit de réunion des anciens combattants, civils et jeunes. Chaque année, les participants de la Marche Airborne rendent hommage aux militaires enterrés non loin du musée lorsque d'une parade.